# Tonnenleger

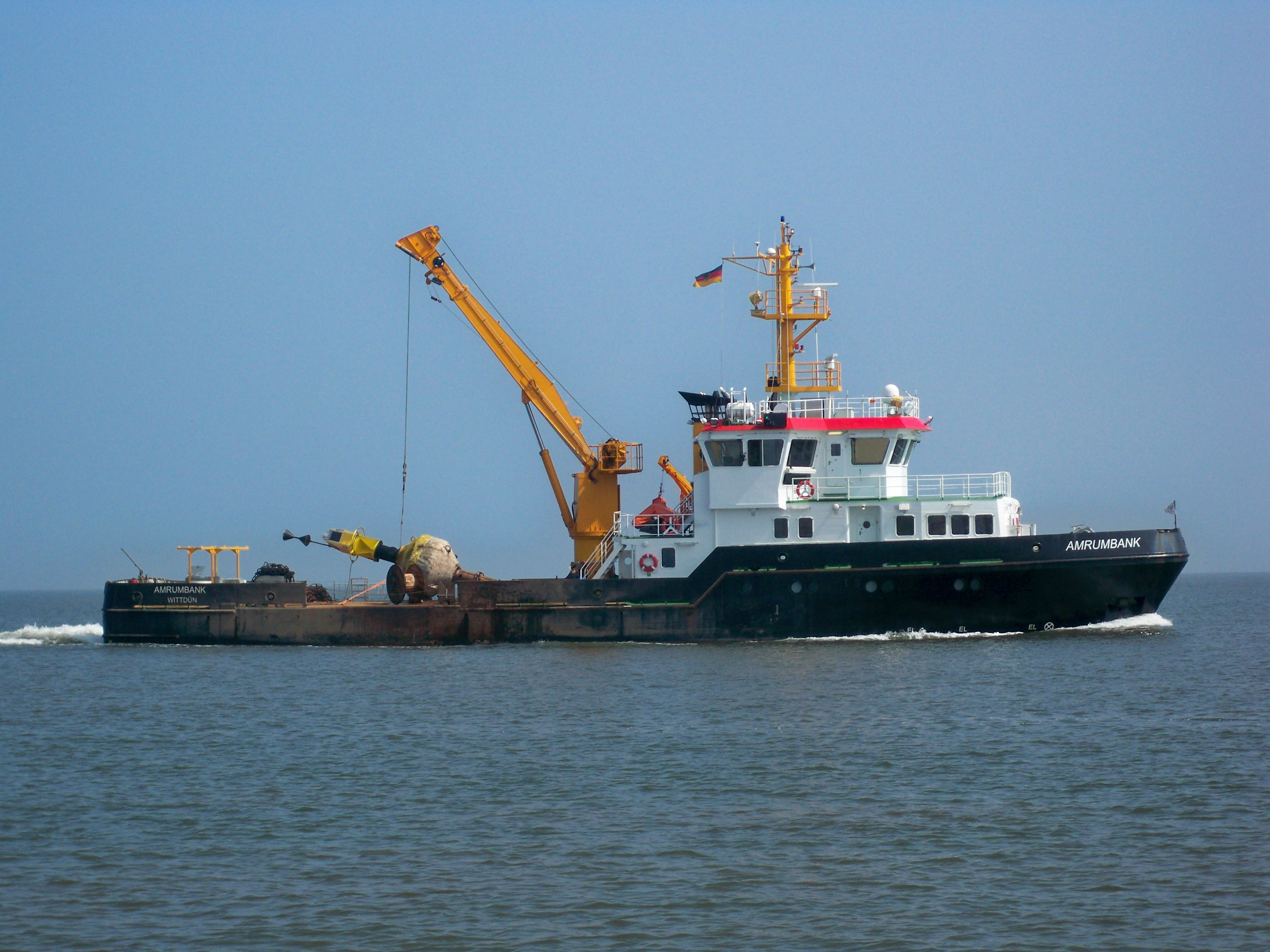
Tonnenleger Amrumbank des WSA Tönning vor Amrum

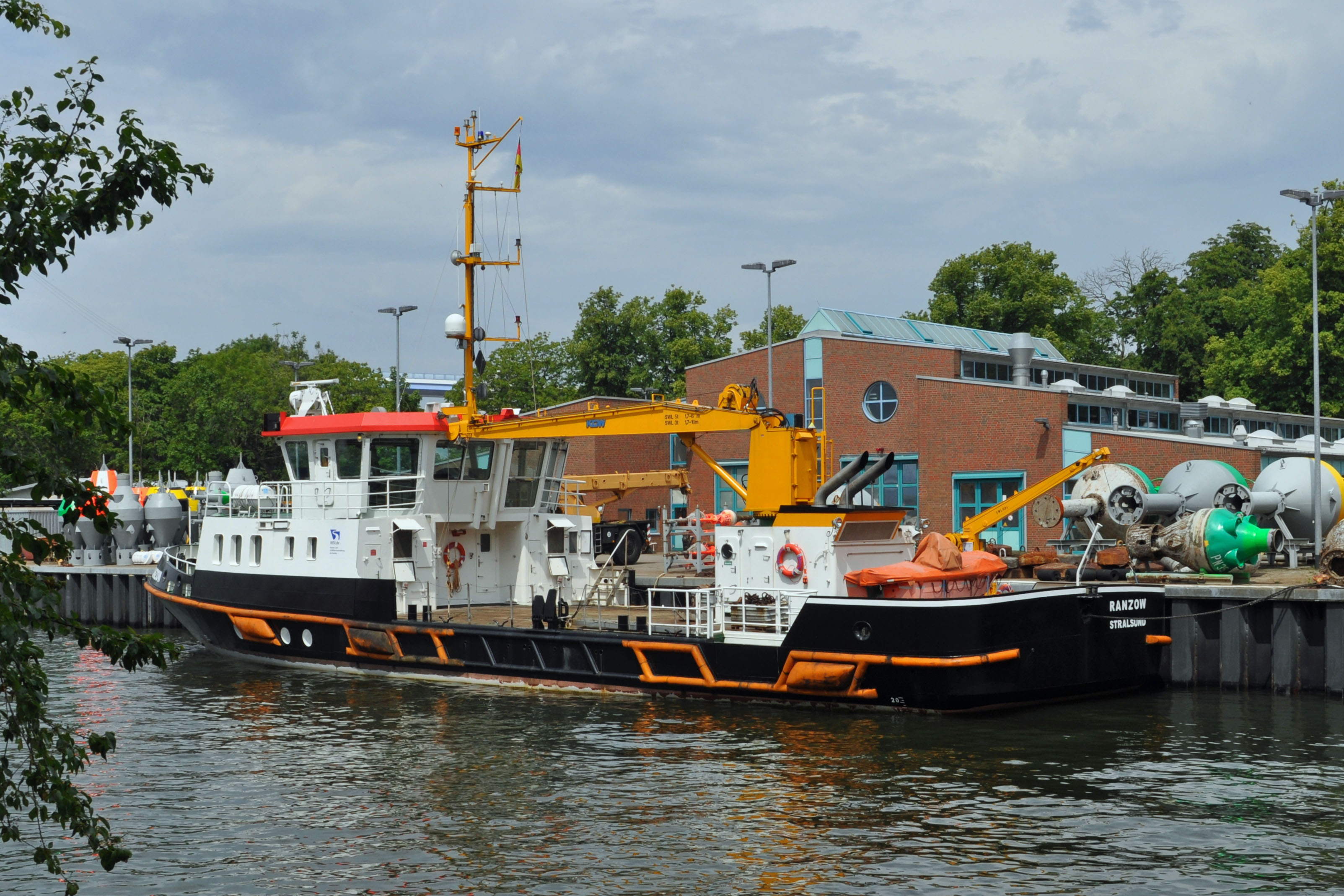
Tonnenleger Ranzow des WSA Stralsund am Dänholm (2012)

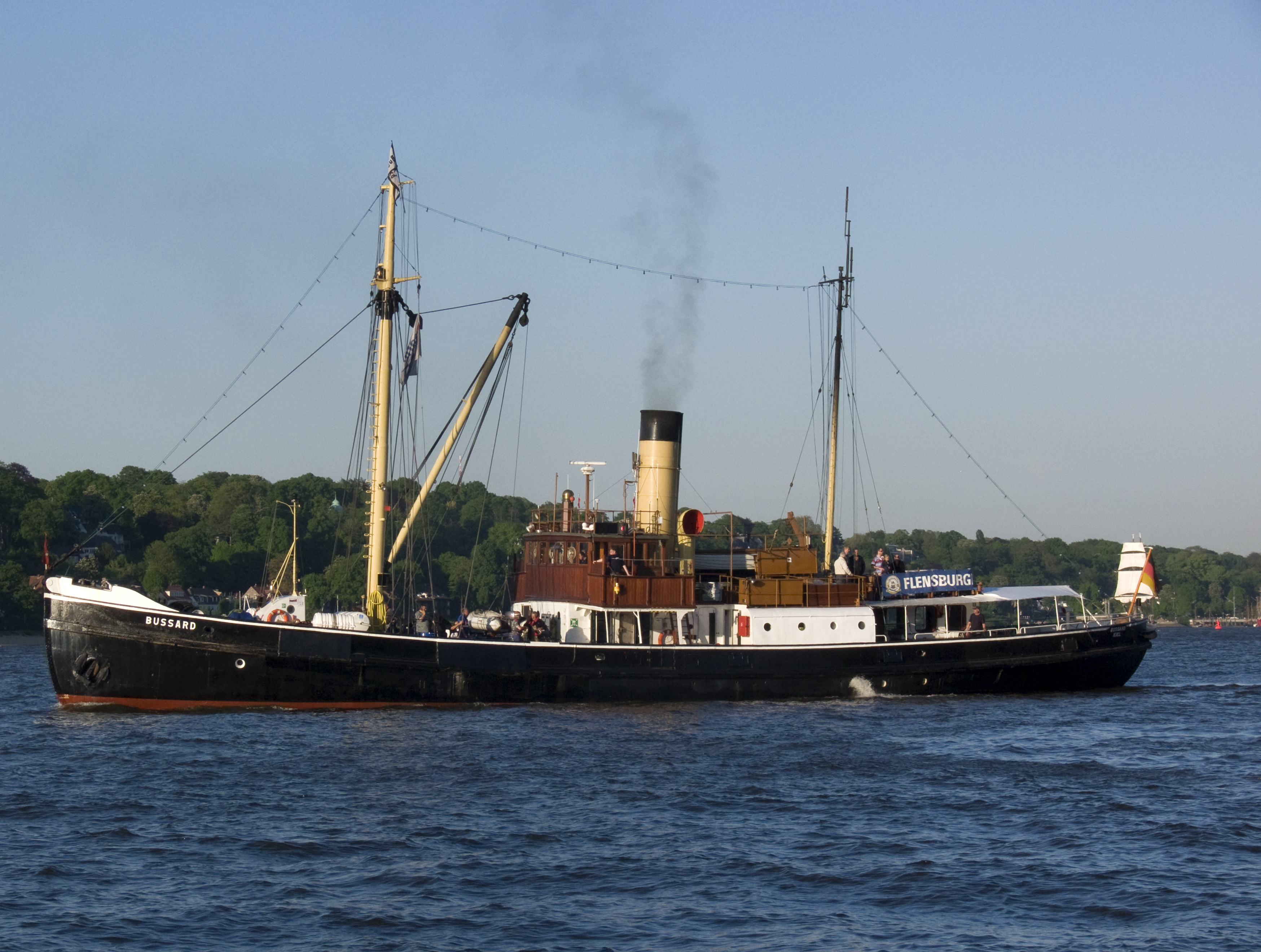
Historischer Tonnenleger Bussard (1906 gebaut, heute Museumsschiff)

Ein Tonnenleger ist ein Arbeitsschiff, das vorrangig dem Auslegen und Einholen von „Tonnen“ (Schifffahrtszeichen für das Kenntlichmachen von Fahrrinnen und Ähnlichem) dient.
Tonnenleger gibt es in verschiedenen Größen. Oft handelt es sich um Fahrzeuge mit einer Länge um 20 Meter, einer Breite von 6 bis 7 Meter und einem Tiefgang von 1,30 bis 1,60 Meter. Die Stammbesatzung ist fast immer gering.
Neben ihrer Hauptaufgabe, dem Ausbringen von Seezeichen, dienen Tonnenleger vielen verschiedenen Zwecken: Dazu zählen Personen- und Materialtransporte, Aufsichts- und Kontrollfahrten, Bakensetzarbeiten, Verkehrssicherungsaufgaben, Hindernisbergungen, Hilfe bei Havarien und Peilarbeiten für Seevermessung und Bauwerke sowie Hafen- und Baggerpeilungen. Zur Erfüllung dieser Aufträge verfügen sie über Hydraulikkräne und -winden, Fächerecholotsysteme und GPS-Ortung.
Eine frühere Bezeichnung derartiger Schiffe ist Tonnenbojer.